# 再生號
《再生號》是一齣2009年的香港電影，由韋家輝和歐健兒創作，韋家輝監製及執導，劉青雲、林熙蕾、閻清領銜主演。電影於2009年6月在紐約亞洲電影節首映，同年7月在香港上映。

## 劇情
一個幸福四口家庭因為一次車禍而失去了一家之主（由劉青雲飾演），留下少妻（由林熙蕾飾演）、12歲大的女兒、和5歲大的兒子。女兒因為這次車禍而雙目失明，長大後（由閻清飾演）決定創作小說以平復母親的喪夫之痛。在她的小說世界裏，命運得到了改寫，車禍奪去了一家四口裏的妻子、兒子、和女兒，卻沒有殺死父親，只是令他失明。故事中的父親因為想念家人，也開始以寫小說療傷。在他的小說裏，妻子、兒子、和女兒的鬼魂回到他的身邊，一家團聚。然而天意弄人，在現實生活裏，妻子和兒子在女兒開始創作小說後不久就因為意外而離開人世，剩下失明的女兒獨自傷心。女兒最後把她的小說完成，讓她們一家四口的鬼魂在小說裏重聚和道別。在創作小說結局的過程中，女兒明白到自己雖然失去了至親，但仍要積極面對人生，好好活下去。

## 演員
- 劉青雲……飾 湯有亮（Tony）
- 林熙蕾……飾 程希文（Mandy）（粵語配音：郭藹明）
- 閻清……飾 湯樂兒（Melody）（粵語配音：羅敏莊）
- 鍾英傑……飾 湯樂童（Oscar）
- 谷祖琳……飾 孟婆
- 曾雅琦……飾 湯樂兒（童年）
- 仲民……飾 湯樂童（童年）
- 楊淑敏……飾 Maria
- 黃文慧……飾 神婆

## 製作人員
- 出品人－向華強、李雄偉
- 監製、導演－韋家輝
- 編劇－韋家輝、歐健兒
- 行政監製－陳明英、李雄偉
- 攝影指導－黃永恆
- 剪接－Tina Baz
- 原創音樂－Xavier Jamaux
- 音樂設計－李敏

## 獎項
| 頒獎典禮                   | 獎項         | 名單                   | 結果 |
| -------------------------- | ------------ | ---------------------- | ---- |
| 第16屆香港電影評論學會大獎 | 最佳電影     | 再生號                 | 提名 |
| 第16屆香港電影評論學會大獎 | 最佳導演     | 韋家輝                 | 提名 |
| 第16屆香港電影評論學會大獎 | 最佳編劇     | 韋家輝、歐健兒         | 獲獎 |
| 第16屆香港電影評論學會大獎 | 推薦電影     | 再生號                 | 獲獎 |
| 第4屆亞洲電影大獎          | 最佳編劇     | 韋家輝、歐健兒         | 提名 |
| 第29屆香港電影金像獎       | 最佳編劇     | 韋家輝、歐健兒         | 提名 |
| 第29屆香港電影金像獎       | 最佳視覺效果 | 麥德文、羅偉豪、吳思思 | 提名 |

## 外部連結
- 開眼電影網上《再生號》的資料（繁體中文）
- 豆瓣电影上《再生號》的資料 （简体中文）
- 时光网上《再生號》的資料（简体中文）
- AllMovie上《再生號》的资料（英文）
- 爛番茄上《再生號》的資料（英文）
- 香港影庫上《再生號》的資料（繁體中文）
- 互联网电影数据库（IMDb）上《再生號》的资料（英文）